# Brent, Florida
Brent är en ort (CDP) i Escambia County, i delstaten Florida, USA. Enligt United States Census Bureau har orten en folkmängd på 21 804 invånare (2010) och en landarea på 26,9 km².